# We Are Defiance
We Are Defiance es una banda norteamericana de Metalcore formada en Ocala Florida en 2009 formada por el exvocalista de Sleeping with Sirens Brian Calzini. La banda tuvo su debut con el álbum Trust in Few en marzo del 2011 cuando firmó con Tragic Hero Records. El álbum estuvo en el lugar 28 de Billboards Heatseekers chart por una semana.

## Historia
We Are Defiance se formó en 2009 con el vocalista de Paddock Park vocalist Brian Calzini. La banda lanzó su debut con su primer sencillo To The Moon" el 5 de September del 2009 en iTunes. En breve después del lanzamiento la banda firmó con Tragic Records. La banda comenzó escribiendo un material nuevo para su álbum debut. Trust in Few es producido por el guitarrista  ex-A Day to Remember Tom Denney. Calzini anunció esto: Tyler "Telle" Smith de The Word Alive y Danny Worsnop de Asking Alexandria me encantaría la colaboración en cada una de las canciones en el álbum. El 29 de noviembre de 2010, We Are Defiance comenzó la primera gira por US. La banda presentó su primer concierto en California, Florida, Arizona, Virginia, Tennessee, Arkansas, Texas, Nevada y Florida.[cita requerida] En este tour, We Are Defiance estuvo junto con I Am Ghost y la casa discográfica This Romantic Tragedy.

## Miembros

### Miembros actuales
- Brian Calzini — vocalista (2009)
- Dean Dragonas — guitarra rítmica (2010); Bajo (2009 - 2010)
- Rik Stevely — Bajo (2010)
- Josh Gowing — Batería (2011) vocalista (2011)

## Discografía

### Álbumes de estudios
| 2011                                                     | Trust in Few | Tragic Hero | — | — | 28 |
| "—" representa un lanzamiento que no figuró en la lista. |              |             |   |   |    |

### Singles
- 2009: "It's A Long Drive Home From Texas (Feat. Austin Carlile de Of Mice & Men"
- 2009: "To The Moon"
- 2011: "The Weight of the Sea"
- 2011: "I'm Gonna Bury You Underground, Eli"
- 2013: "Hurricane You" (feat. Liz Loughrey)